# زندگی یک آتش‌نشان آمریکایی
زندگی یک آتش‌نشان آمریکایی (انگلیسی: Life of an American Fireman) یک فیلم به کارگردانی ادوین اس پورتر و جورج اس. فلمینگ است که در سال ۱۹۰۳ منتشر شد. از بازیگران آن می‌توان به جیمز وایت اشاره کرد.